# Aristides de Sousa Mendes

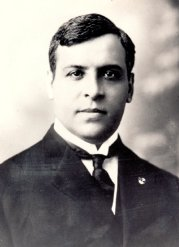
Aristides de Sousa Mendes

Aristides de Sousa Mendes (* 19. Juli 1885 in Cabanas de Viriato nahe Viseu; † 3. April 1954 in Lissabon) war ein portugiesischer Diplomat. Als Generalkonsul in Bordeaux rettete er im Zweiten Weltkrieg tausenden Menschen verschiedener Nationalitäten, darunter sehr vielen Juden, das Leben. Einige Schätzungen gehen von bis zu 30.000 Flüchtlingen aus, unter ihnen 10.000 Juden, sind jedoch in dieser Höhe historisch nicht belegbar.
Aristides de Sousa Mendes wird als einer der Gerechten unter den Völkern geehrt und zuweilen auch als der „portugiesische Schindler“ oder der „portugiesische Wallenberg“ bezeichnet.

## Leben

### Allgemeines
Aristides de Sousa Mendes wurde kurz nach Mitternacht am 19. Juli 1885 geboren, sein Zwillingsbruder César kurz davor am 18. Juli. Die Familie de Sousa Mendes gehörte zur ländlichen, katholischen Aristokratie in Nordportugal. Sein Vater war Richter am Berufungsgericht in Coimbra. Aristides wuchs in Aveiro auf und ging in Mangualde zur Schule. Sein Studium der Rechtswissenschaft an der Universität Coimbra schloss er 1907 mit dem Magisterdiplom ab. 1908 heiratete er Maria Angelina Coelho de Sousa (1888–1948), mit der er zwölf Kinder hatte. 1910 trat er in den diplomatischen Dienst ein, wurde Konsul zweiter Klasse in Britisch-Guayana und ein Jahr darauf Konsul Erster Klasse in Sansibar.
Wegen seiner angeblich republikfeindlichen Haltung wurde Aristides de Sousa Mendes 1919 in den einstweiligen Ruhestand versetzt, ein Jahr später rehabilitiert und nach San Francisco entsandt. Über Brasilien (1924) kehrte er 1926 nach Portugal zurück. Während des Militärputsches kurz darauf hielt er sich in Spanien auf. 1929 wurde er Generalkonsul in Antwerpen. Maurice Maeterlinck und der ehemalige spanische König Alfons XIII. zählten zu den damaligen Freunden der Familie. 1938 ernannte ihn die Regierung Salazar, die seit 1932 im Amt war, zum Generalkonsul in Bordeaux.

### Konsul in Bordeaux
Nachdem 1940 der Großteil Mitteleuropas vom Deutschen Reich besetzt worden war, schwappte eine riesige Flüchtlingswelle in die noch nicht besetzten Gebiete Frankreichs. Portugal galt als eines der letzten Länder mit Chancen auf eine Zuflucht. Doch um Frankreich für die Durchreise durch das vom Diktator Franco beherrschte Spanien verlassen zu können, benötigte man ein portugiesisches Visum. Deshalb drängten tausende Flüchtlinge zum portugiesischen Konsulat in Bordeaux, um ein Visum zu beantragen.
Bereits am 13. November 1939 hatte der portugiesische Diktator Salazar in dem Rundschreiben „Circular 14“ allen portugiesischen Diplomaten verboten, Visa für „Ausländer, deren Nationalität unbekannt, verworfen oder rechtsstreitig ist; Staatenlose; Juden, die aus ihrem Herkunftsland oder wo sie untergekommen waren, vertrieben wurden“, auszustellen. Nachdem die Wehrmacht am 14. Juni 1940 Paris eingenommen hatte, verschärfte Salazar die Einreisevorschriften um den Zusatz, dass nur noch diejenigen, die ein Visum für ein außereuropäisches Land besaßen, einreisen dürften.
Sousa Mendes ignorierte diese Rundschreiben erstmals am 17. Juni 1940 und ließ durch den Rabbiner Jacob Kruger, selbst Flüchtling aus Antwerpen, an alle Juden und sonstigen Bedürftigen ausrichten, dass er ausnahmslos jedem in Not befindlichen ein Visum erteilen würde, „ungeachtet der Nationalität, Rasse oder Religion“. Er ermöglichte den Flüchtlingen damit, über den einzigen von Spanien zugelassenen Grenzübergang bei Hendaye (Frankreich) und Irun (Spanien), weiter nach Portugal zu reisen. Diese hatten dadurch Zugang zu den portugiesischen Häfen und konnten so nach Übersee flüchten. Auch Otto von Habsburg erhielt ein Visum von Sousa Mendes und konnte so über Portugal die Vereinigten Staaten erreichen.
Sousa Mendes hatte auch den portugiesischen Honorarkonsul in Toulouse angewiesen, Visa an alle auszustellen, die sie benötigten. Er reiste persönlich zu einer Zweigstelle des portugiesischen Konsulats in Bayonne, wo er einem Beamten befahl, ebenfalls jedem Flüchtling Visa auszustellen. In noch vorhandenen Dokumenten, versehen mit dem Siegel des Generalkonsulats der Portugiesischen Republik, heißt es: „Die portugiesische Regierung bittet die spanischen Behörden um die Gefälligkeit, dem Träger dieses Dokumentes die freie Durchreise durch Spanien zu gewähren. Der Betreffende ist Flüchtling vor dem europäischen Konflikt und befindet sich auf der Weiterreise nach Portugal.“
Hinsichtlich der Zahl der ausgestellten Visa gibt es recht unterschiedliche Angaben. Eine detaillierte Untersuchung des Historikers Avraham Milgram des „Shoa Resource Center“ der Gedenkstätte Yad Vashem kommt zu dem Schluss, dass diese Zahl die Gesamtheit der via Portugal ausgereisten Flüchtlinge benennt. Die Zahl der Visa, die Sousa Mendes im Jahr 1940 entgegen dem ausdrücklichen Verbot der portugiesischen Regierung in der kurzen Zeit vom 17. Juni 1940 bis zum 23. Juni 1940 ausstellte, dürfte erheblich darunter liegen. Der Autor betont ausdrücklich, dass dadurch das Verdienst Sousa Mendes’ in keiner Weise gemindert werde.

### Unehrenhafte Entlassung
Am 20. Juni 1940 erfuhr die portugiesische Regierung von Sousa Mendes’ Aktivitäten und forderte ihn auf, Bordeaux unverzüglich zu verlassen. An seiner Stelle wurde Teotónio Pereira, portugiesischer Botschafter in Madrid, nach Bordeaux geschickt.
Auf der Fahrt in Richtung Heimat verteilte Sousa Mendes weiterhin auf der Straße Visa und intervenierte persönlich bei den portugiesischen Behörden im französischen Grenzbahnhof bei Hendaye. Er brachte jüdische Flüchtlinge in seinem eigenen PKW über die spanisch-französische Grenze. Das waren seine letzten offiziellen Handlungen als Konsul, bevor Salazar ihn am 23. Juni des Amtes enthob.
Am 24. Juni gab Salazar bekannt, dass sämtliche von Sousa Mendes ausgestellten Visa nichtig sind. Des Weiteren instruierte er die Botschaften in Frankreich, nur noch Visa an „gente limpa“ (wörtlich „reine Leute“, gemeint sind „nichtjüdische“ Menschen) auszustellen.
In Portugal angekommen, wurde Sousa Mendes im Disziplinarverfahren für schuldig befunden. Das Urteil bedeutete nicht nur die Suspendierung aus dem Diplomatenamt, das Streichen der Pension und den Entzug der Rechtsanwaltslizenz, sondern auch die gesellschaftliche Ächtung seiner Familie.
Die finanzielle Situation der Familie verschlechterte sich drastisch. Vom reich ausgestatteten Herrensitz der Familie in Cabanas de Viriato (Viseu) wurde nach und nach alles verkauft. Später wurde die Familie von der jüdischen Gemeinde in Lissabon unterstützt, die einigen seiner Kinder ein Studium in den USA ermöglichte. Zwei seiner Söhne nahmen an der Operation Overlord teil.
Nach Ende des Krieges beanspruchte Diktator Salazar für sich das Verdienst, Tausenden von Flüchtlingen durch unkomplizierte Visaerteilung das Leben gerettet zu haben. Mehrere Gesuche von Aristides’ Zwillingsbruder Cesar, der ebenfalls im diplomatischen Dienst war, Aristides zu rehabilitieren, blieben von Salazar unbeantwortet. Durch einen Schlaganfall war Sousa Mendes körperlich beeinträchtigt. Er lebte zurückgezogen und isoliert in seinem Haus. 1948 starb seine Frau, ein Jahr später heiratete er Andrée Cibial-Rey (1908–1991), mit der er bereits zu Lissaboner Zeiten ein Kind hatte.

### Tod und Rehabilitierung

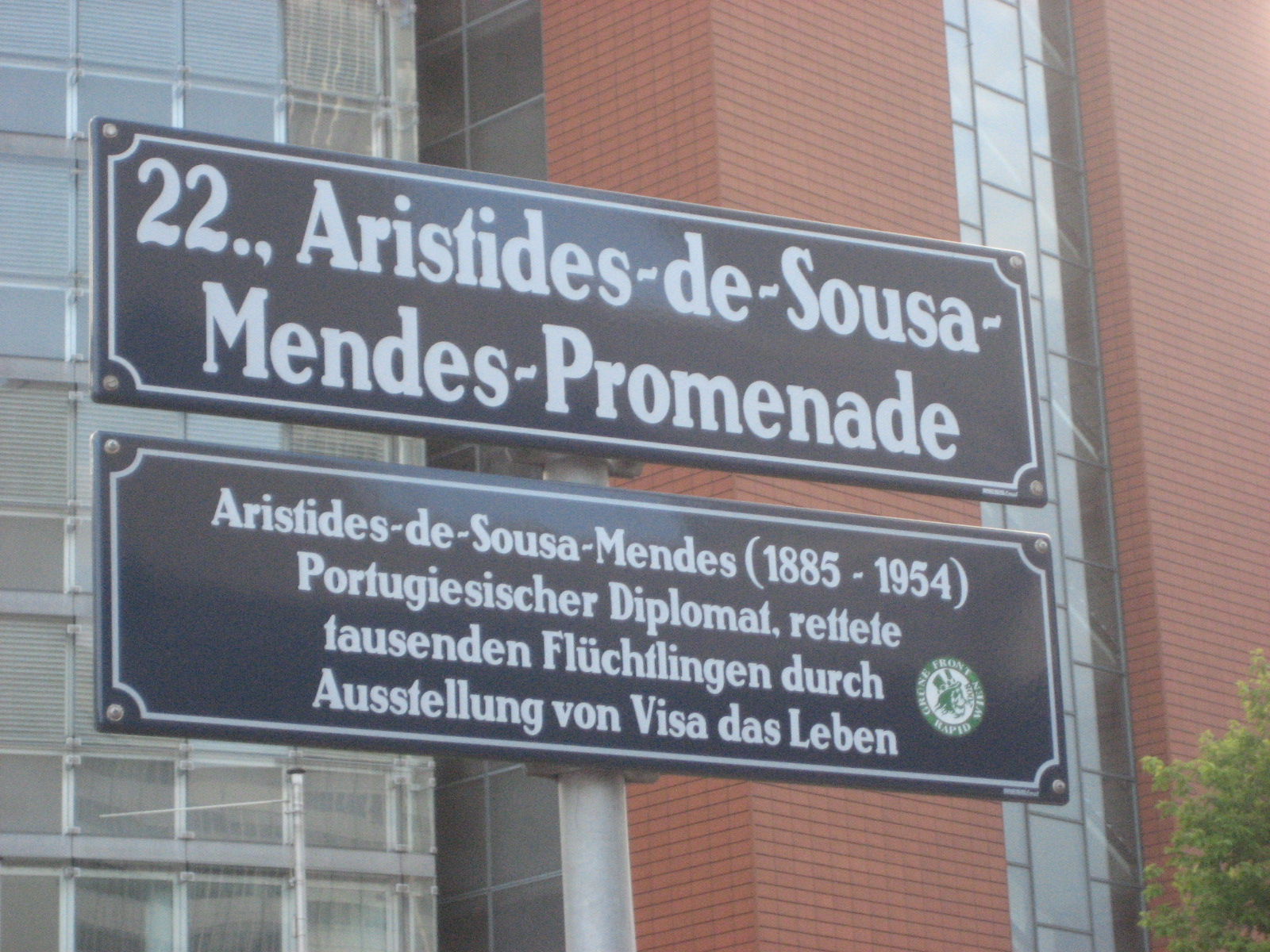
Straße in Wien

1952 erlitt Sousa Mendes erneut einen Schlaganfall und musste sich einer Operation unterziehen. Von da an war er halbseitig gelähmt. Am 3. April 1954 starb Sousa Mendes an den Folgen eines erneuten Schlaganfalls und einer Lungenentzündung im Krankenhaus des „Ordem Terceira“ in Lissabon. Wenn auch die Inschrift auf seinem Grabstein seine Verdienste mit den Worten „Wer ein Leben rettet, rettet die Welt“ anerkennt, führte sein Tod zu keinerlei Information oder Kommentar in der Presse und wurde von der damaligen faschistischen Diktatur ignoriert.
Seine Kinder waren es, die sich als erste für die Rehabilitation ihres Vaters einsetzten. Auf ihr Betreiben erschien 1954 eine erste Würdigung in einem französischen Provinzblatt. In der Folge las man in verschiedenen internationalen Blättern wie Jewish Life, Reader’s Digest u. a. Artikel über das Leben des Konsuls. Die Gedenkstätte Yad Vashem ließ 1966 eine Gedenkmedaille prägen. In der Negev-Wüste wurde ein Wald mit 10.000 Bäumen nach ihm benannt. 1986 wurde eine Petition zu seiner Rehabilitation in der New York Times veröffentlicht und an die portugiesischen Behörden geschickt. Im selben Jahr bestand eine amerikanische Handelsdelegation bei einem Aufenthalt in Lissabon darauf, dass Sousa Mendes in Portugal geehrt würde. Am 24. Mai 1987 verlieh Mário Soares, der damalige Präsident Portugals, Aristides de Sousa Mendes postum den Freiheitsorden. Am 13. März 1988 wurde Sousa Mendes offiziell vom portugiesischen Parlament rehabilitiert. Dem Antrag auf Reintegration in das diplomatische Corps wurde einstimmig von allen Fraktionen stattgegeben.

## Rezeption
In Portugal widmet sich die Fundação Aristides de Sousa Mendes der Erinnerung an den honorigen Generalkonsul.
In Wien wurde im Jahr 2000 die Aristides-de-Sousa-Mendes-Promenade nach ihm benannt.
In Joshua Sobols Theaterstück Alma tritt Aristides de Sousa Mendes als Gesprächspartner von Alma Mahler-Werfel auf. Das Stück wurde 2003 auch in Lissabon aufgeführt.
Der gemeinnützige Verein „ViVer – Vision und Verantwortung e. V.“ konzipierte 2008 in Deutschland eine Ausstellung, die Leben und Wirken von Aristides de Sousa Mendes darstellt.
Der Film Aristides de Sousa Mendes, O Cônsul de Bordéus hatte am 12. September 2011 in Israel Premiere und kam am 8. November 2011 in die portugiesischen Kinos. Das Werk mit Vítor Norte in der Hauptrolle wurde danach auch als DVD veröffentlicht. Bereits 2009 war der Stoff in einem französischen Fernsehfilm mit Bernard Le Coq als Konsul Mendes verfilmt worden.
Das vom Verfall bedrohte Anwesen von Aristides de Sousa Mendes wurde im 21. Jahrhundert renoviert und zu einem Museum ausgebaut.
Das Magazin Der Spiegel berichtete Anfang 2020 über eine Reise von Nachkommen der Geretteten.
Der US-amerikanische Komponist Neely Bruce widmete Aristides de Sousa Mendes ein Oratorium mit dem Titel Circular 14: The Apotheosis of Aristides, das 2018 in Salt Lake City uraufgeführt wurde.
Im Juni 2020 beschloss die portugiesische Regierung, zu seinen Ehren ein Kenotaph im nationalen Pantheon (Igreja de Santa Engrácia) errichten zu lassen, zum Jahrestag seines Geburtstages wurde 2021 seine Büste im portugiesischen Parlament enthüllt.
Im Jahr 2020 beauftragte die Sousa Mendes Foundation New York den Künstler Werner Klotz mit der Konzeption und Realisation eines Kunstwerkes zum Gedenken an Aristides de Sousa Mendes. Daraus entstand die 13-Kanal-Videoskulptur Candelabro mit einer Tonkomposition und Gesang von Almut Kühne. Erstmals war der Candelabro 2021 im Museu Nacional Resistencia e Liberdade von Fortalezza de Peniche in Portugal zu sehen, 2022 im Nationalen Pantheon in Lissabon sowie im Musée d’Aquitaine in Bordeaux. 2023 kam er auch ins Ulmer Münster.

## Film
- Désobéir (Aristides de Sousa Mendes) bei IMDb. Fernsehfilm von Joël Santoni, mit Bernard Le Coq als Aristides de Sousa Mendes, Erstausstrahlung France 2 12. Juni 2009.
- Aristides de Sousa Mendes, O Cônsul de Bordéus. Kinofilm von Francisco Manso und João Correa, mit Vítor Norte als Aristides de Sousa Mendes, Premiere am 12. September 2011 in Israel.